# USS Los Angeles (CA-135)
Pour les autres navires du même nom, voir USS Los Angeles.
L'USS Los Angeles (CA-135) est un croiseur lourd de classe Baltimore entré en service dans l'US Navy à la fin de la Seconde Guerre mondiale. Il est lancé en 1945 et incorporé à la 7e Flotte. Il est retiré du service le 9 avril 1948, avant de refaire partie de la flotte active le 27 janvier 1951 où il participe ensuite à la guerre de Corée. Basé à Okinawa et aux Philippines, il est appelé à patrouiller à partir de 1955 dans le détroit de Taïwan lors des crises opposant la Chine et Taïwan. Il est définitivement retiré du service en 1963 et démoli en 1975.

## Culture
- Le Los Angeles apparaît dans l'album Coke en stock de la série de bande dessinée Les Aventures de Tintin par Hergé. Représenté en patrouille dans la mer Rouge, il est impliqué dans le sauvetage de Tintin et ses amis d'un U-Boot de type II utilisé par des marchands d'esclaves.
- Dans une scène du film MacArthur, le général rebelle de 1977, lors de la rencontre entre Roosevelt, Nimitz et MacArthur, une peinture de l'USS Los Angeles est clairement visible sur la cloison.